# ʿAmr ibn al-ʿĀṣ
ʿAmr ibn al-ʿĀṣ (in arabo عمرو بن العاص‎?, ʿAmr ibn al-ʿĀṣ; La Mecca, 573 – al-Fustat, 663 o 664) è stato un condottiero arabo musulmano, noto per essere stato il conquistatore arabo-musulmano della Palestina e dell'Egitto bizantini.

## Biografia
ʿAmr b. al-ʿĀṣ b. Wāʾil b. Hāshim b. Saʿīd b. Sahm al-Qurashī al-Sahmī era un commerciante, come i suoi contribuli dei Quraysh di Mecca. A lungo rimase pagano e ostile all'Islam, predicato nella sua città natale dal profeta Muhammad. Secondo la tradizione fece parte con Suhayl ibn ʿAmr della delegazione incaricata di recarsi presso il cristiano Negus etiopico che aveva concesso ospitalità a uno sparuto gruppo di musulmani che Muhammad aveva voluto emigrassero (si parla infatti di "piccola Egira") in Abissinia per ripararli dalle persecuzioni dei pagani meccani più esagitati.
La sua missione tuttavia fallì ma, allorché ʿAmr decise più tardi (629-30) di convertirsi, nello stesso preciso momento in cui si era deciso ad identico passo anche il vincitore dei musulmani a Uhud (vedere Battaglia di Uhud), Khālid ibn al-Walīd, Muhammad accolse questo suo antico accanito nemico con gioia, introducendolo nella cerchia dei suoi più ascoltati consiglieri e collaboratori. Di tale scelta non si dovette mai pentire. ʿAmr si distinse per le sue qualità organizzatrici e per il suo coraggio, conducendo un'efficace azione in Oman per il neo-costituito Stato islamico (Umma).
Morto il profeta Muhammad, ʿAmr ibn al-ʿĀṣ fu chiamato a partecipare, forse già dal primo califfo Abū Bakr, ma certamente dal secondo califfo ʿUmar b. al-Khaṭṭab, alle operazioni militari dirette contro la Siria.
Qui egli condusse a buon fine la conquista dei territori siti sulla riva occidentale del fiume Giordano, prese parte alla battaglia di Ajnādayn e alla Battaglia del Yarmuk.
Dalla Palestina egli pensò di spingersi nel 640 verso l'Egitto (allora unito dall'istmo al continente asiatico) e, dopo aver preso Pelusio/Farama, piombò sulla fortezza bizantina di Babilonia. Dopo un assedio non facile la conquistò e il fatto di aver piantato nei pressi le tende (fusṭāṭ) dei suoi soldati dette all'accampamento così creato il nome che sarà poi portato dalla città che vi si sviluppò (nucleo della futura Cairo).
Ottenuta per accordo col suo patriarca Ciro (nelle fonti arabe chiamato Muqawqis) la città di Alessandria, dell'Egitto (Miṣr) così conquistato divenne il primo governatore (wālī).
Rimosso dall'incarico dal terzo califfo, ʿOthmān b. ʿAffān, ʿAmr divenne consigliere di Muʿāwiya b. Abi Sufyān, allora governatore della Siria, e lo aiutò nel successivo suo gravissimo dissenso col quarto califfo ʿAlī b. Abī Ṭālib nel corso della Battaglia di Siffin, suggerendogli di fermare un combattimento che si stava profilando come catastrofico per Muʿāwiya con l'espediente di innalzare sulla punta delle lance fogli del Corano, appellandosi così a un giudizio divino che la sua fazione aveva peraltro precedentemente rifiutato.

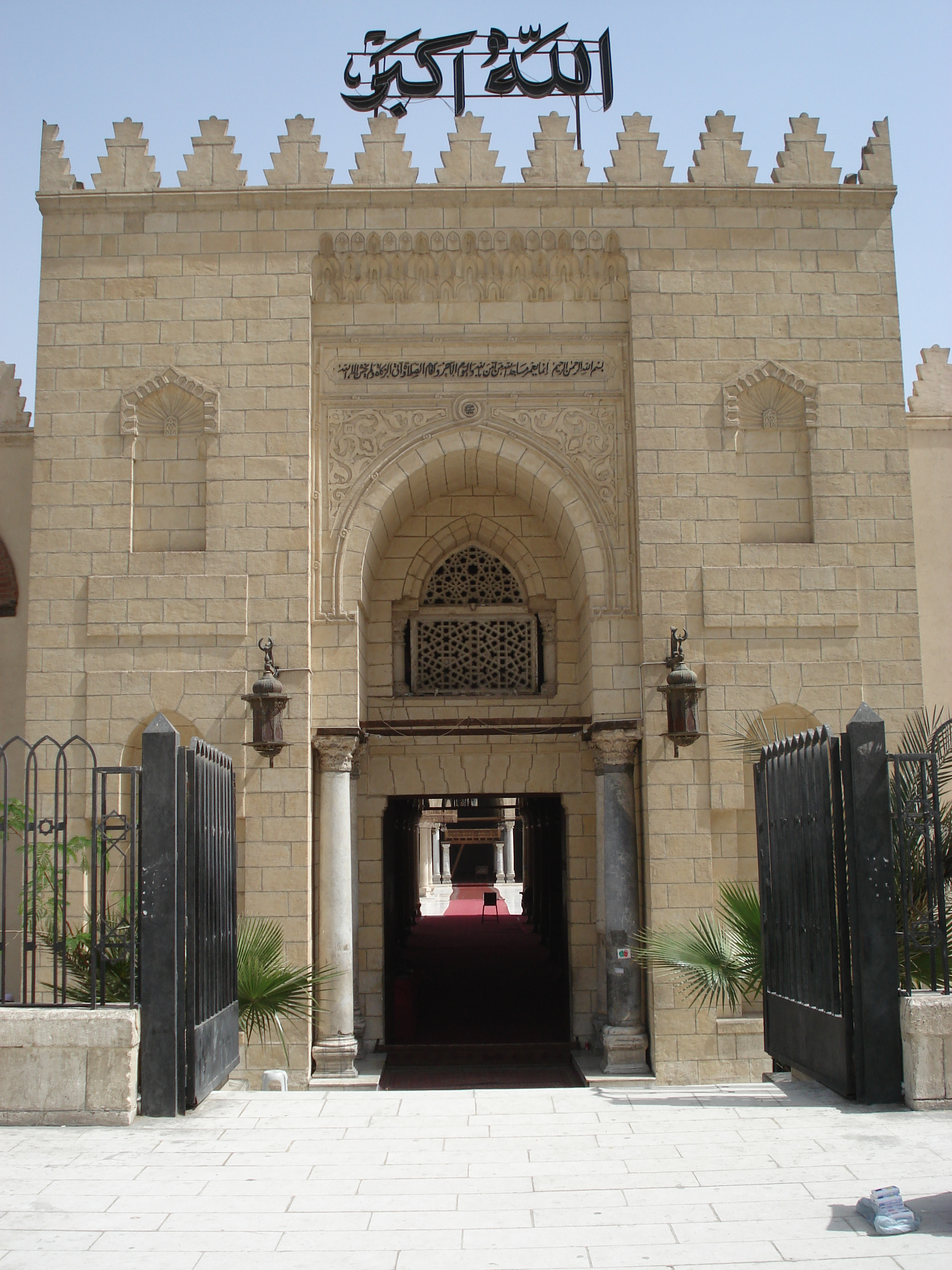
Moschea di Amr ibn al-As

Partecipò come arbitro di parte all'incontro di Dūmat al-Jandal e, certamente, a quello di Adhruḥ, venendo premiato da Muʿāwiya con una seconda nomina a governatore d'Egitto. Qui egli operò con l'identica cupidigia che aveva caratterizzato la sua precedente esperienza, forte dell'ottimo gettito che l'Egitto garantiva (11 milioni di dirham annui, col kharāj che ammontava alla cifra oscillante tra 1 e 4 milioni di dirham).

Morì nel 663 o nel 664.
La sua Moschea - la cui costruzione si pretende da parte di alcuni Cairoti essere la più antica del Cairo, malgrado sia stata invece eretta tra l'876 e l'879, quindi in pieno periodo abbaside - è collocata sulla linea di confine fra la parte antica della città fortemente abitata da Copti (che lì hanno edificato, sulle rovine dell'antica fortezza di Babilonia il loro rinomato Museo Egiziano Copto di Archeologia (in arabo متحف الآثار المصرية المسيحية‎?, Matḥaf al-āthār al-miṣriyya al-masīḥiyya), lett. "Museo egiziano cristiano di Archeologia") e quella contigua a prevalenza musulmana ed è questo il motivo delle frizioni che talora si manifestano tra le due comunità egiziane.